# Industrias Kord
Industrias Kord (o Empresas Kord) es una compañía ficticia que existe dentro del Universo DC, fundada y dirigida hasta su muerte por Ted Kord, el superhéroe más conocido como Blue Beetle. 

## Historia
Fue fundada por su padre, Fred Kord se hace cargo de la empresa finalmente. Después de la muerte de su padre, Ted Kord finalmente se hace cargo de Industrias Kord. Empresas Wayne ha plegado Industrias Kord en la familia de Wayne, convirtiéndola en una subsidiaria.
Industrias Kord es vista como una de las tres mejores compañías de Estados Unidos, en competencia directa con Empresas Wayne y LexCorp (la compañía de Lex Luthor).
Entre sus productos se encuentran el vehículo volador de Blue Beetle, conocido como Bicho, su pistola BB (una pistola de luz estroboscópica) y otros artilugios empleados por el superhéroe. Además, tiene incorporada a Blue & Gold, una compañía de videojuegos cuyo copropietario es Booster Gold.
Industrias Kord ganó el contrato para la limpieza del área en que aterrizó la nave espacial de Supergirl y, por lo tanto, obtuvo la posesión de un gran cargamento de kryptonita.
En varios números del cómic Blue Beetle la compañía figura como Industrias K.O.R.D., un acrónimo de Kord Omniversal Research and Development (Investigaciones y Desarrollos Omniversales Kord).
En la actualidad se desconoce la situación de Industrias Kord luego de los acontecimientos de la Cuenta regresiva a la Crisis Infinita.

## En otros medios

### Televisión
- Apareció en el episodio de Smallville "Booster". Está dirigido por Ted Kord, y uno de los investigadores es Dan Garret.
- Apareció en el episodio de Batman: The Brave and the Bold " Fall of the Blue Beetle! " y " Menace of the Madniks!"
- Apareció en el episodio de Young Justice "Before the Dawn". Jaime Reyes tomó un atajo a través del estacionamiento de Industrias Kord en su camino a casa. Cuando pasó, hubo una explosión en el edificio, matando a Ted Kord (el "Blue Beetle" original). Jaime encontró el Escarabajo que fue arrojado por la explosión, que se unió a su espina dorsal. En " Intervención", se reveló que Industrias Kord explotó durante la pelea de Ted Kord con Deathstroke y Sportsmaster que fue enviado por The Light (Junta Directiva del Proyecto Cadmus) para robar el Scarab.
- Apareció en los episodios de Arrow temporada 2 "The Scientist" y " Time of Death ", los episodios de la temporada 4 " The Green Arrow " y " AWOL ", y el episodio de la temporada 5 " Disbanded ".
- Apareció en el episodio de la temporada 4 de Flash, " Honey, I Shrunk Team Flash ".

### Cine
- Industrias Kord se menciona en un artículo de Fortune (revista) de marketing viral de Batman v Superman: Dawn of Justice (2016).[2]
- Industrias Kord aparecerá nuevamente en la cinta Blue Beetle de 2023. Esta versión fue fundada por Thomas Kord, en 1985 o antes, finalmente luego de convertirse en una fuerza líder en la industria de defensa tecnológica luego de tras el ataque de la nave Black Zero en Metrópolis. La compañía dejó de desarrollar armas, después de la muerte de Thomas Kord, el liderazgo pasó a su hijo Ted Kord. Luego de desaparecer, ahora está dirigida por la malvada hermana de Ted, Victoria, empeñada de conseguir el escarabajo Khaji-Da de Ted para sus nefastos planes, hasta descubrir que está en manos de Jaime Reyes por la hija de Ted, Jenny entrando en conflicto. Después de la muerte de Victoria, Jenny dirige ahora la compañía de su padre.

### Videojuegos
- En Batman: Arkham Knight, se puede observar una sucursal en Gotham, cerca del departamento de policía.